# Landgericht Berlin II
Das Landgericht Berlin II ist das für alle Zivilsachen zuständige Landgericht des Bundeslandes Berlin. Es entstand zum 1. Januar 2024 durch die Aufteilung des Landgerichts Berlin in zwei eigenständige Gerichte; das Landgericht Berlin I ist seither für Strafsachen zuständig. Das Landgericht Berlin II verfügt über zwei Standorte (Littenstraße in Berlin-Mitte und Tegeler Weg in Berlin-Charlottenburg).

## Organisation

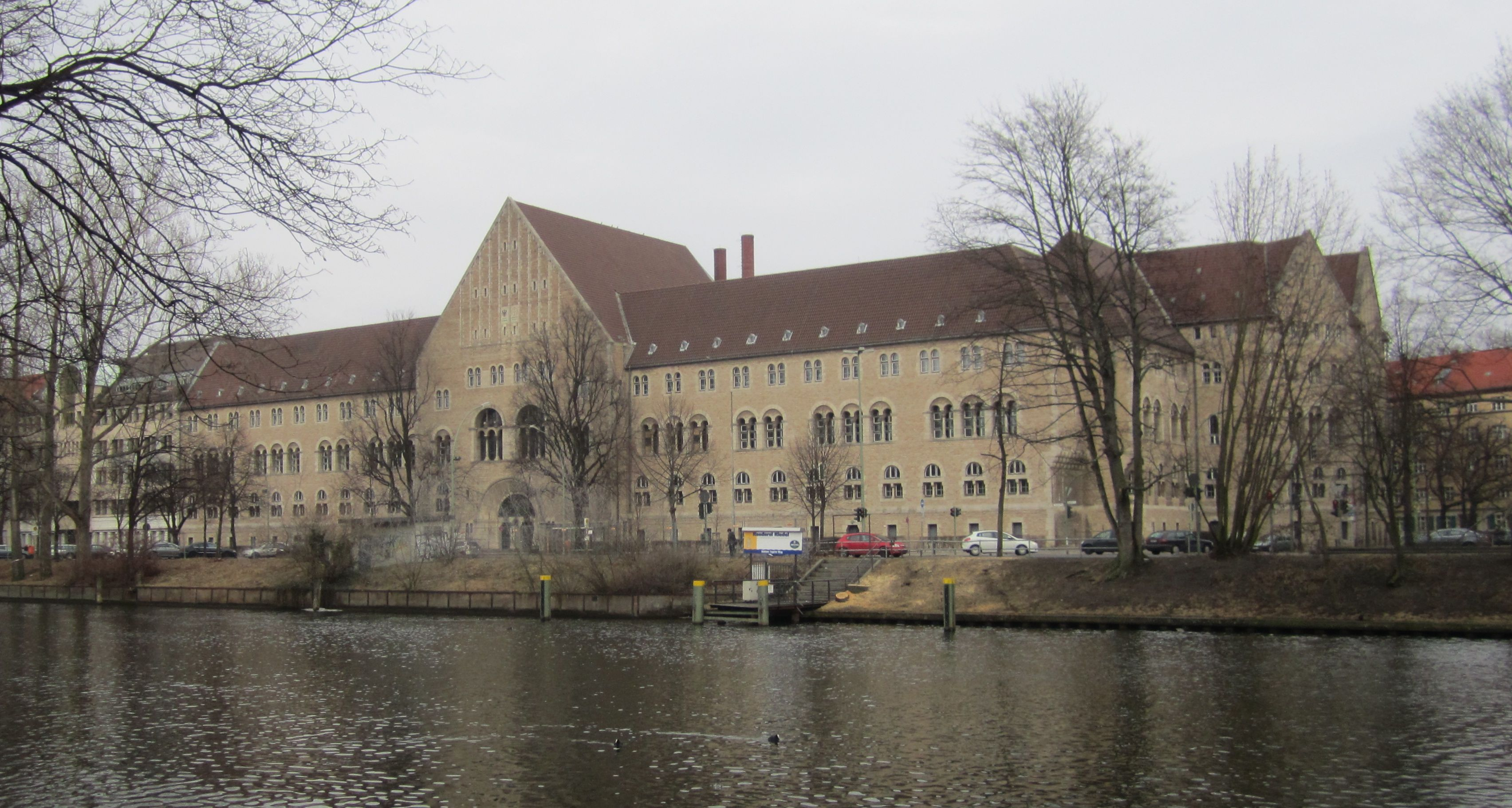
Standort am Tegeler Weg

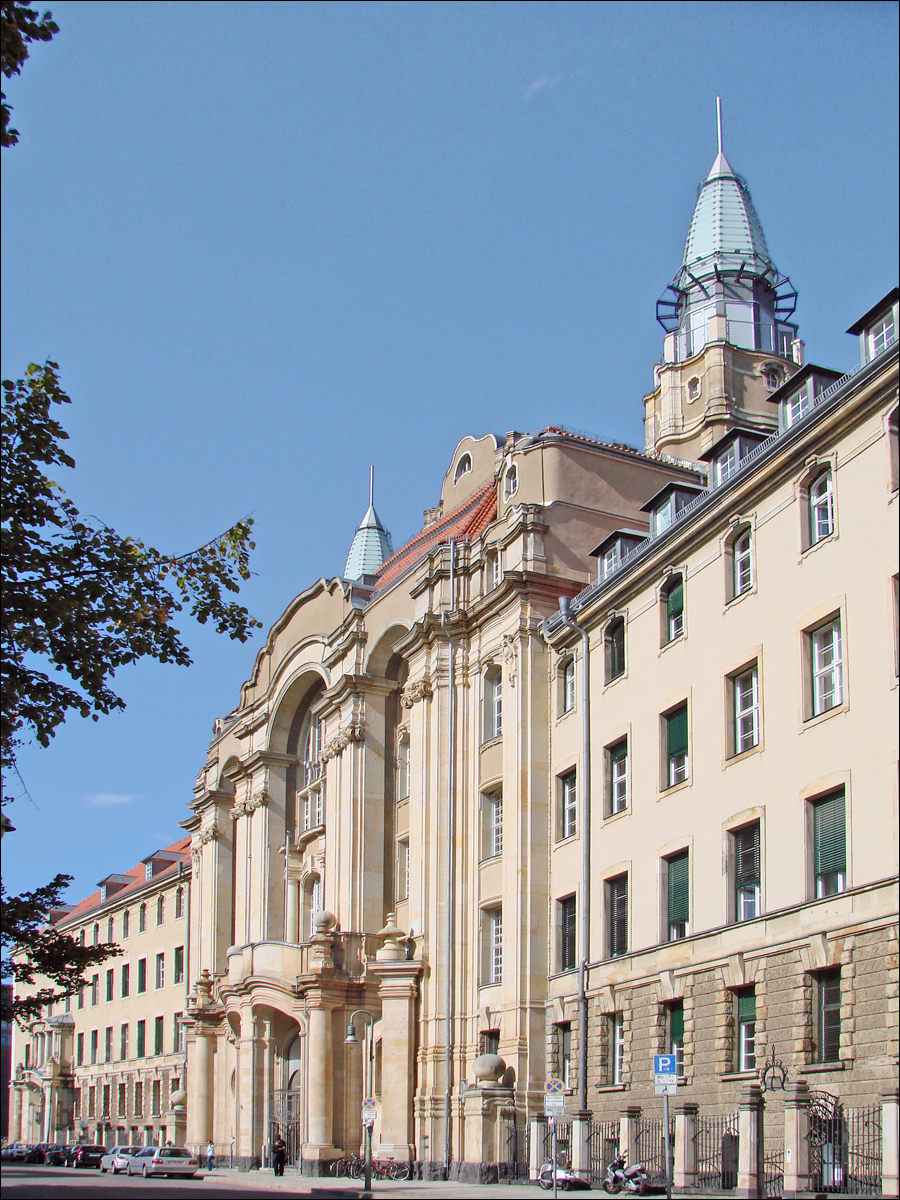
Standort in der Littenstraße

Das Landgericht Berlin II verfügt über zwei Standorte: einen in einem denkmalgeschützten Gebäude am Tegeler Weg 17–21 in Charlottenburg und einen in der Littenstraße 12–17 in Mitte im historischen Geschäftsgebäude für die Zivilabteilungen des Landgerichts Berlin I und des Amtsgerichts Berlin I.
An beiden Standorten werden allgemeine Zivilsachen verhandelt. Für einige Sachgebiete im Zivilrecht sind beim Landgericht Berlin II spezialisierte Kammern zuständig:
Spezialkammern am Standort Tegeler Weg
Amtshaftungssachen, Architektensachen, Bank- und Finanzgeschäfte, Bausachen, Berliner Betriebesachen, Entschädigungssachen, Gewerbemietsachen, Grundstückssachen, Heilbehandlungssachen, Insolvenz- und Anfechtungssachen, Kapitalanlagesachen, Pressesachen, Versicherungssachen
Spezialkammern am Standort Littenstraße
Betreuungssachen in zweiter Instanz, erbrechtliche Streitigkeiten, gewerblicher Rechtsschutz, Urheberrecht und Kartellrecht, Insolvenzsachen in zweiter Instanz, Handelssachen, Notarsachen, Verkehrsunfallsachen, Wohnraummietsachen in zweiter Instanz, Wohnungseigentumssachen in zweiter Instanz
Der am Standort Tegeler Weg sitzende Präsident des Landgerichts Berlin II steht dem Gericht vor; die beiden Standorten werden jeweils von einem Vizepräsidenten geleitet. Stand 11. April 2024 sind der Präsident sowie der für den Standort Tegeler Weg zuständige Vizepräsident nicht ernannt; Vizepräsident Florian Krick ist für den Standort Littenstraße zuständig.
Laut Tagesspiegel werde der Umstand, dass nach der Teilung des Landgerichts Berlin noch keine Gerichtspräsidenten für beide Landgerichts ernannt wurden, in der Justiz als Affront gewertet: „Erst ordne die Politik die umstrittene Teilung an, dann lasse sie auch noch den Respekt vor der Justiz vermissen, indem bei der Besetzung gebummelt wurde, heißt es aus der Richterschaft.“
Über- und nachgeordnete Gerichte
Dem Landgericht Berlin II sind zunächst das Kammergericht in seiner Funktion als Oberlandesgericht des Landes Berlin und sodann der Bundesgerichtshof übergeordnet. Nachgeordnet sind die folgenden Berliner Amtsgerichte:
- Amtsgericht Charlottenburg
- Amtsgericht Köpenick
- Amtsgericht Kreuzberg
- Amtsgericht Lichtenberg
- Amtsgericht Mitte
- Amtsgericht Neukölln
- Amtsgericht Pankow
- Amtsgericht Schöneberg
- Amtsgericht Spandau
- Amtsgericht Wedding